# 拉贾斯坦邦的山地要塞
拉贾斯坦邦的山地要塞是一处位于印度拉贾斯坦邦的一处世界文化遗产，共由六处堡垒组成，分别是奇陶尔加尔城堡、琥珀堡、Kumbhalgarh堡、Gagron堡、Ranthambhore堡与贾沙梅尔城堡。拉贾斯坦邦的山地要塞是8世纪至18世纪拉其普特土邦权力的象征，在城墙内，堡垒承载着城市中心、宫殿、贸易点和神庙等各种功能。它们主要借助地形的优势，如山脉、河流、森林等而建造起来。此外，它们所有的集水浇灌结构至今还在被使用。

## 图片集

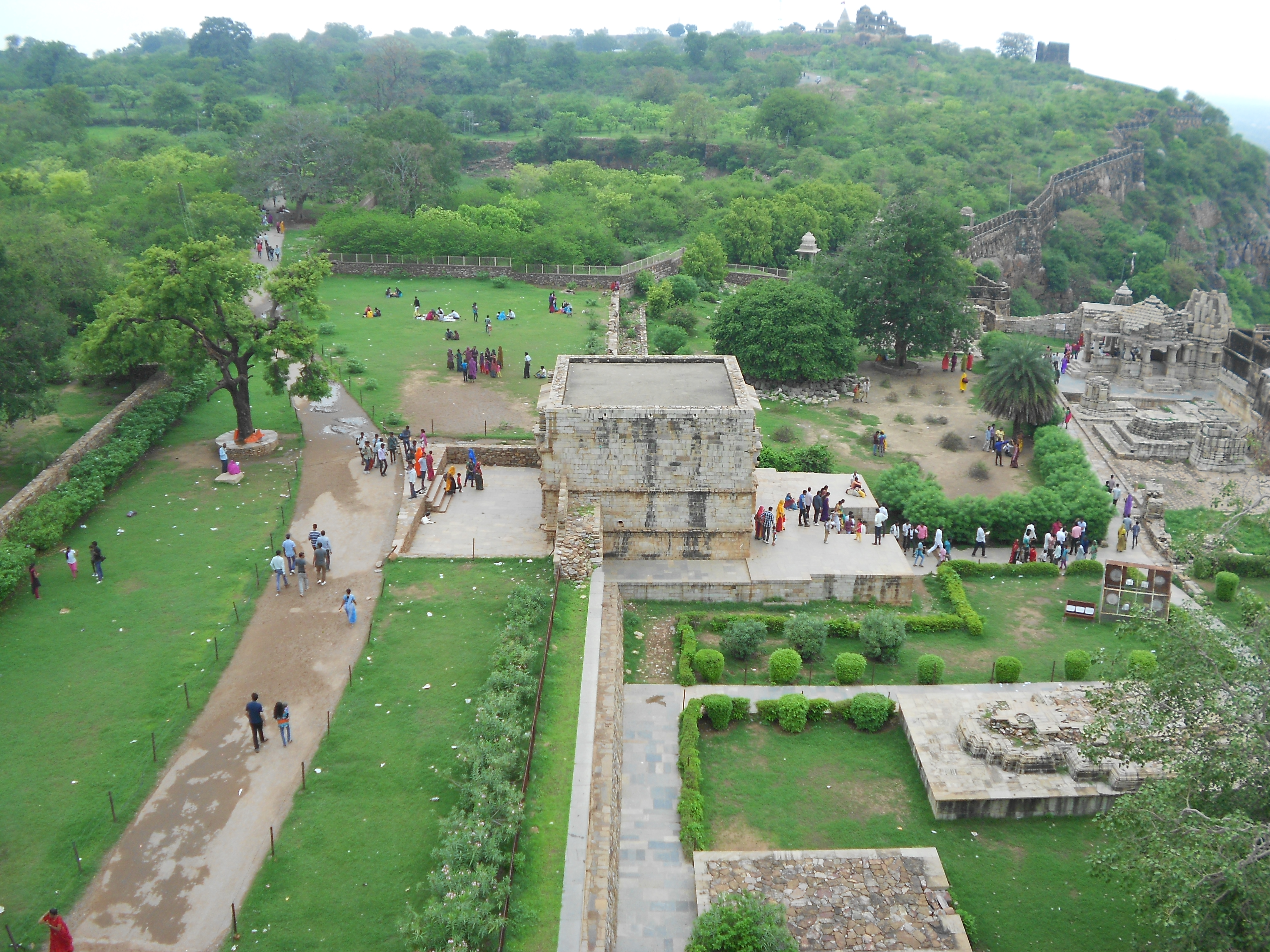
奇陶尔加尔城堡（英语：Chittorgarh Fort）
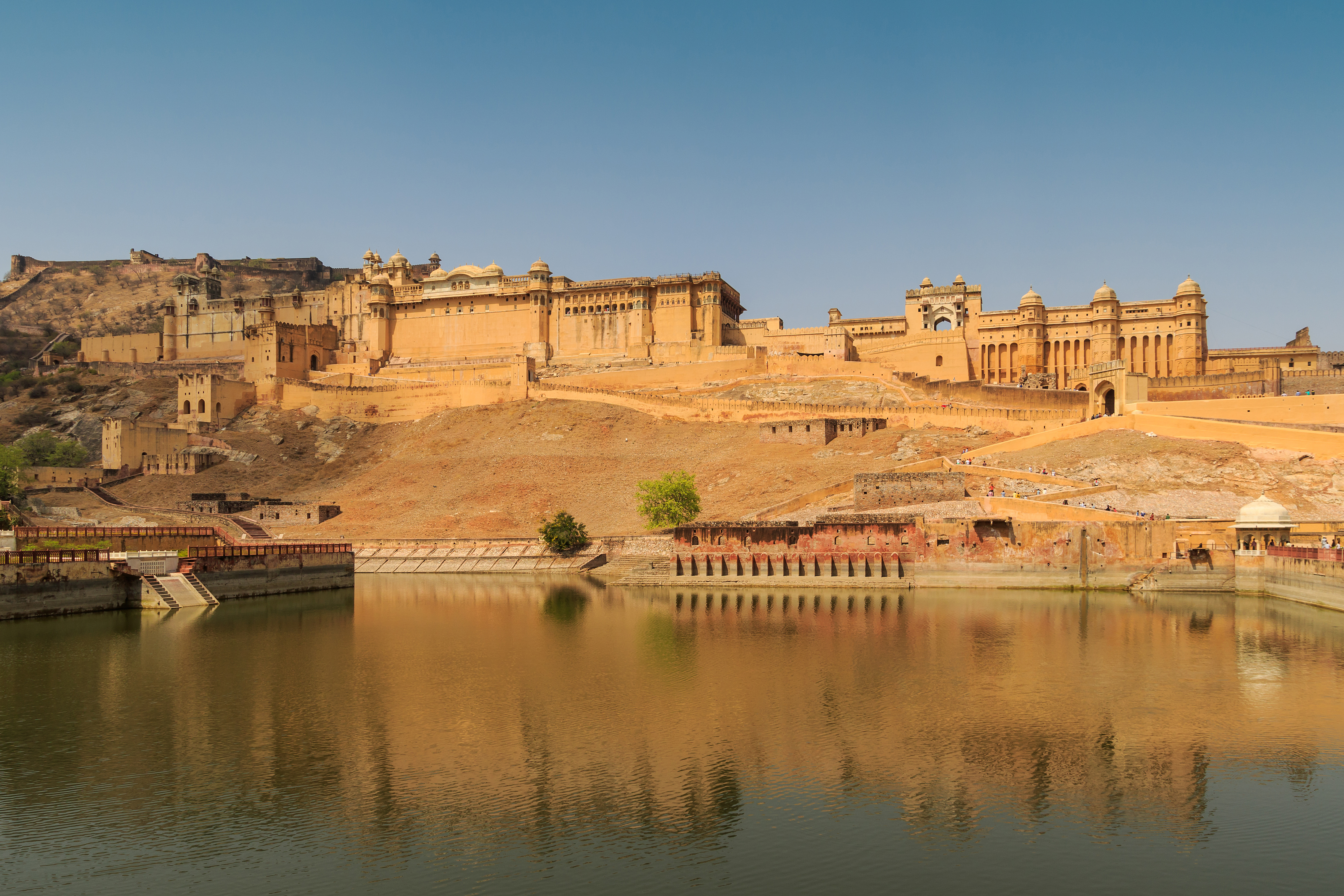
琥珀堡
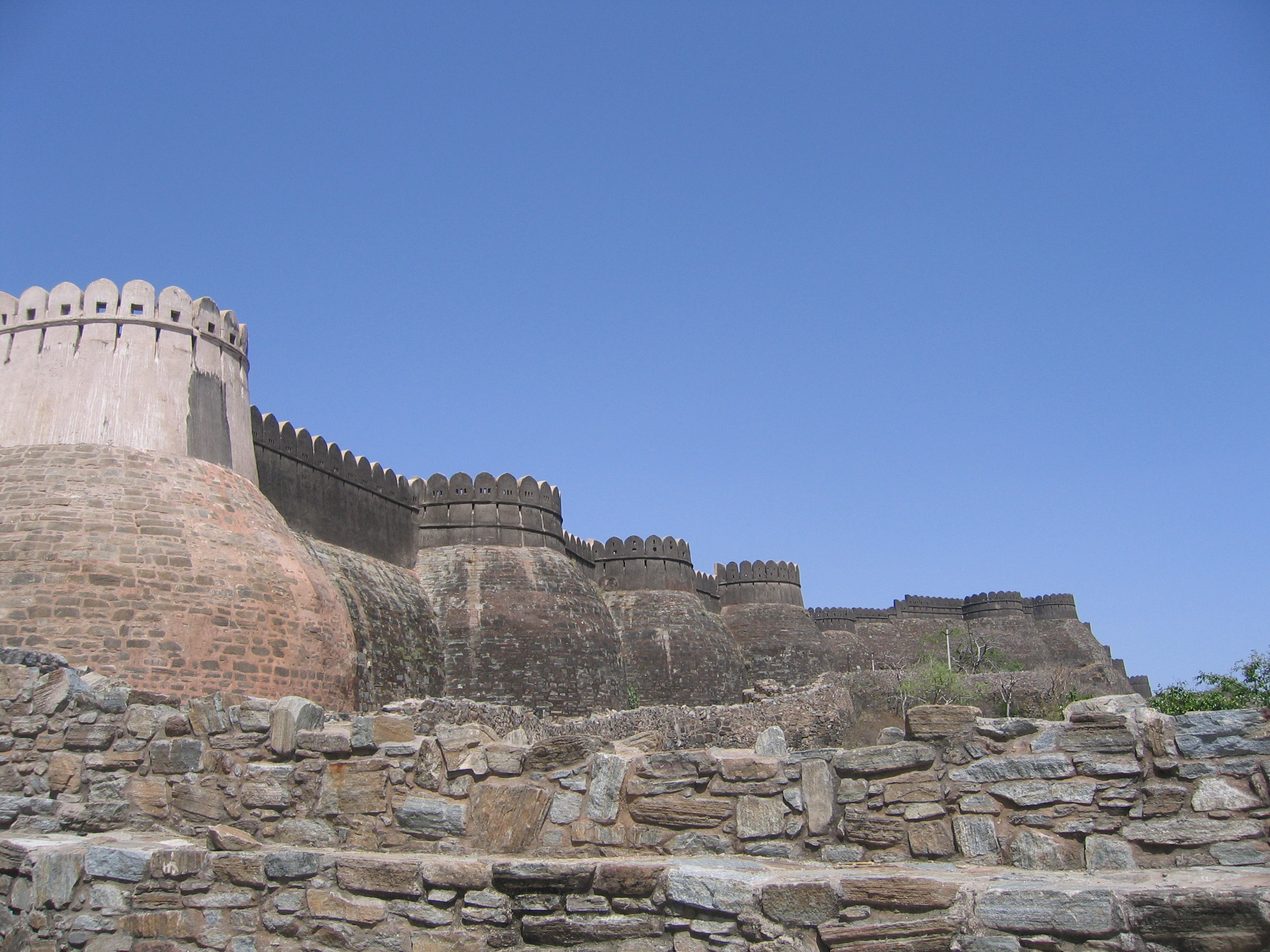
Kumbhalgarh堡（英语：Kumbhalgarh）
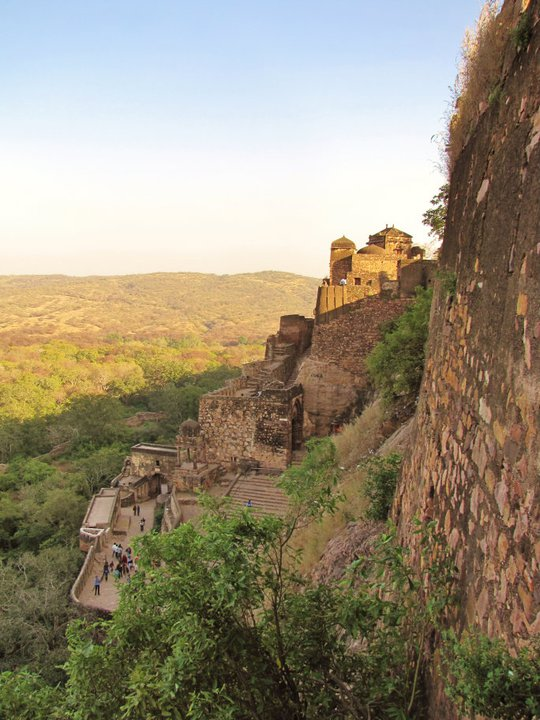
Ranthambhore堡（英语：Ranthambhore Fort）
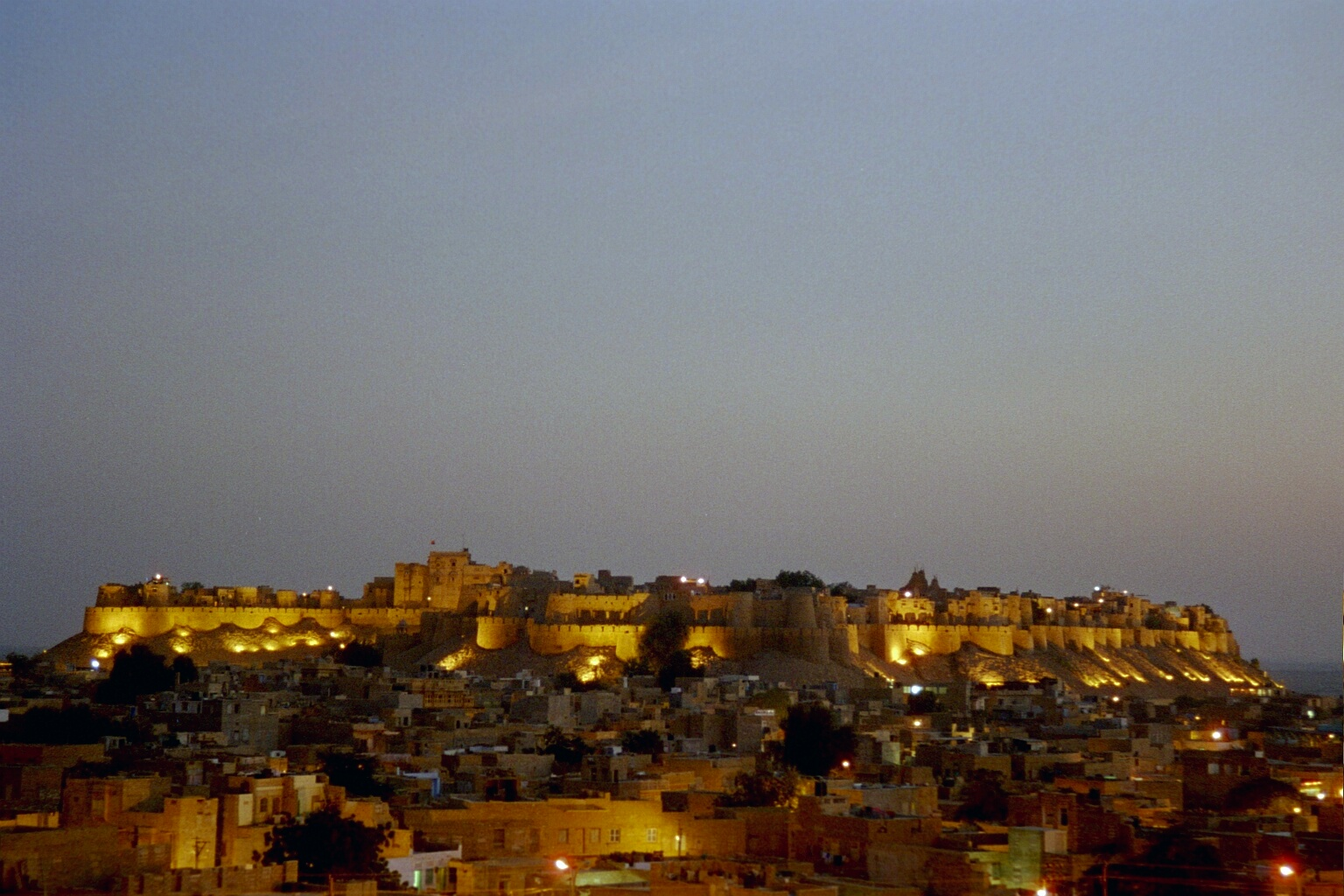
贾沙梅尔城堡